# Bookahalli, Krishnarajpet
Bookahalli là một làng thuộc tehsil Krishnarajpet, huyện Mandya, bang Karnataka, Ấn Độ.